# Kovács Kálmán (labdarúgó, 1965)
Kovács Kálmán (Budapest, 1965. szeptember 11. –) magyar válogatott labdarúgó, csatár. Az 1986-os mexikói labdarúgó-világbajnokság résztvevője. Tagja 1984-ben az ifjúsági Európa-bajnokságon első helyet szerző csapatnak.

## Pályafutása

### Klubcsapatban
1974-ben 9 évesen kezdte a labdarúgást Kispesten. 1983-ban mutatkozott be az élvonalban és tagja volt a nyolcvanas évek Honvéd sikereinek: 5 bajnoki címnek és 2 MNK-győzelemnek.
1989-ben Franciaországba szerződött, az AJ Auxerre együtteséhez. 1990-91-es idényben harmadikak lettek a bajnokságban. 1992 tavaszán egy rövid időre visszatért Kispestre és a csapattal bronzérmet szerzett a bajnokságban. A következő szezonban a francia FC Valenciennes csapatát erősítette, majd a rákövetkezőben a belga Royal Antwerpen színeiben szerepelt mindössze 4 bajnoki mérkőzésen.
1994-ben egy idényre ismét Kispesten játszott és 28 bajnoki mérkőzésen szerzett 19 góljával segítette a csapatot, de csak negyedikek lettek.
1995-96-ban a ciprusi APÓEL csapatában szerepelt Kiprich Józseffel és Kozma Istvánnal együtt. Bajnokok és kupagyőztesek lettek. Ezt követően a svájci SR Delémont-ban játszott és 1998-ban Kispesten fejezte be az élvonalbeli szereplését.

### A válogatottban
1984-ben az ifjúsági válogatott tagjaként Európa-bajnoki címet szerzett. A magyar válogatottban 1985 és 1995 között 56 alkalommal szerepelt és 19 gólt szerzett. Tagja volt az 1986-os mexikói világbajnokságon részt vevő csapatnak.

## Sikerei, díjai
Magyarország
- Ifjúsági Európa-bajnokság
  - aranyérmes: 1984, Szovjetunió

 Bp. Honvéd
- Magyar bajnokság
  - bajnok (5 alkalommal): 1983–84, 1984–85, 1985–86, 1987–88, 1988–89
  - 3.: 1991–92
- Magyar Népköztársasági Kupa (MNK)
  - győztes: 1985, 1989
  - döntős: 1988

 AJ Auxerre
- Francia bajnokság
  - 3.: 1990–91

Apoel Nicosia
- Ciprusi bajnokság
  - bajnok: 1995–1996
- Ciprusi kupa
  - győztes: 1996

## Statisztika

### Mérkőzései a válogatottban
| Magyarország | Magyarország         | Magyarország                           | Magyarország     | Magyarország | Magyarország            | Magyarország  | Magyarország | Magyarország |
| #            | Dátum                | Helyszín                               | Hazai            | Eredmény     | Vendég                  | Kiírás        | Gólok        | Esemény      |
| ------------ | -------------------- | -------------------------------------- | ---------------- | ------------ | ----------------------- | ------------- | ------------ | ------------ |
| 1.           | 1985. október 16.    | Cardiff, Ninian Park                   | Wales            | 0 – 3        | Magyarország            | barátságos    | -            | 75'          |
| 2.           | 1985. december 9.    | Irapuato (MEX)                         | Magyarország     | 1 – 0        | Dél-Korea               | barátságos    | -            | 46'          |
| 3.           | 1985. december 11.   | Monterrey, Technológico Stadion (MEX)  | Magyarország     | 3 – 1        | Algéria                 | barátságos    | 1            | 25'          |
| 4.           | 1985. december 14.   | Toluca                                 | Mexikó           | 2 – 0        | Magyarország            | barátságos    | -            | 60'          |
| 5.           | 1986. január 30.     | El, ben-Khalifa-stadion (QAT)          | Ázsia-válogatott | 0 – 3        | Magyarország            | barátságos    | -            | 46'          |
| 6.           | 1986. február 1.     | Doha, el-Kabir-stadion (QAT)           | Ázsia-válogatott | 0 – 2        | Magyarország            | barátságos    | 1            | 46' 80'      |
| 7.           | 1986. február 2.     | Doha                                   | Katar            | 0 – 3        | Magyarország            | barátságos    | -            | 59'          |
| 8.           | 1986. március 16.    | Budapest, Népstadion                   | Magyarország     | 3 – 0        | Brazília                | barátságos    | 1            | 46' 60'      |
| 9.           | 1986. június 9.      | León, Estadio León (MEX)               | Magyarország     | 0 – 3        | Franciaország           | vb-csoportkör | -            | 65'          |
| 10.          | 1986. október 15.    | Budapest, Népstadion                   | Magyarország     | 0 – 1        | Hollandia               | Eb-selejtező  | -            |              |
| 11.          | 1987. február 8.     | Limassol, Círio Stadion                | Ciprus           | 0 – 1        | Magyarország            | Eb-selejtező  | -            |              |
| 12.          | 1987. április 29.    | Rotterdam, Feijenoord Stadion          | Hollandia        | 2 – 0        | Magyarország            | Eb-selejtező  | -            |              |
| 13.          | 1987. szeptember 9.  | Glasgow, Hampden Park                  | Skócia           | 2 – 0        | Magyarország            | barátságos    | -            | 87'          |
| 14.          | 1987. október 14.    | Budapest, Népstadion                   | Magyarország     | 3 – 0        | Görögország             | Eb-selejtező  | -            |              |
| 15.          | 1987. november 18.   | Budapest, Népstadion                   | Magyarország     | 0 – 0        | NSZK                    | barátságos    | -            |              |
| 16.          | 1987. december 2.    | Budapest, Üllői úti Stadion            | Magyarország     | 1 – 0        | Ciprus                  | Eb-selejtező  | -            |              |
| 17.          | 1988. március 16.    | Budapest, Népstadion                   | Magyarország     | 1 – 0        | Törökország             | barátságos    | -            | 46'          |
| 18.          | 1988. március 26.    | Brüsszel, Heysel Stadion               | Belgium          | 3 – 0        | Magyarország            | barátságos    | -            | 73'          |
| 19.          | 1988. április 27.    | Budapest, Népstadion                   | Magyarország     | 0 – 0        | Anglia                  | barátságos    | -            | 83'          |
| 20.          | 1988. május 4.       | Budapest, Népstadion                   | Magyarország     | 3 – 0        | Izland                  | barátságos    | 1            | 62' 89'      |
| 21.          | 1989. április 26.    | Taranto, Jacovone Stadion              | Olaszország      | 4 – 0        | Magyarország            | barátságos    | -            |              |
| 22.          | 1989. szeptember 6.  | Belfast, Windsor Park                  | Észak-Írország   | 1 – 2        | Magyarország            | vb-selejtező  | 1            | 13'          |
| 23.          | 1989. október 11.    | Budapest, Népstadion                   | Magyarország     | 2 – 2        | Spanyolország           | vb-selejtező  | -            |              |
| 24.          | 1989. október 25.    | Budapest, Népstadion                   | Magyarország     | 1 – 1        | Görögország             | barátságos    | -            | 46'          |
| 25.          | 1989. november 15.   | Sevilla, Ramón Sánchez Pizjuan Stadion | Spanyolország    | 4 – 0        | Magyarország            | vb-selejtező  | -            |              |
| 26.          | 1990. március 28.    | Budapest, Népstadion                   | Magyarország     | 1 – 3        | Franciaország           | barátságos    | -            | 62'          |
| 27.          | 1990. május 28.      | Nîmes, Costiéres Stadion (FRA)         | Magyarország     | 3 – 0        | Egyesült Arab Emírségek | barátságos    | 3            | 37' 64' 83'  |
| 28.          | 1990. június 2.      | Budapest, Fáy utcai Stadion            | Magyarország     | 3 – 1        | Kolumbia                | barátságos    | 2            | 14' 73'      |
| 29.          | 1990. szeptember 5.  | Budapest, Megyeri úti Stadion          | Magyarország     | 4 – 1        | Törökország             | barátságos    | 1            | 3'           |
| 30.          | 1990. szeptember 12. | London, Wembley Stadion                | Anglia           | 1 – 0        | Magyarország            | barátságos    | -            |              |
| 31.          | 1990. október 10.    | Bergen, Brann Stadion                  | Norvégia         | 0 – 0        | Magyarország            | Eb-selejtező  | -            |              |
| 32.          | 1990. október 17.    | Budapest, Népstadion                   | Magyarország     | 1 – 1        | Olaszország             | Eb-selejtező  | -            |              |
| 33.          | 1990. október 31.    | Budapest, Hungária körúti Stadion      | Magyarország     | 4 – 2        | Ciprus                  | Eb-selejtező  | -            |              |
| 34.          | 1991. március 27.    | Santander, Sardinero Stadion           | Spanyolország    | 2 – 4        | Magyarország            | barátságos    | -            |              |
| 35.          | 1991. április 3.     | Limassol                               | Ciprus           | 0 – 2        | Magyarország            | Eb-selejtező  | -            |              |
| 36.          | 1991. április 17.    | Budapest, Népstadion                   | Magyarország     | 0 – 1        | Szovjetunió             | Eb-selejtező  | -            |              |
| 37.          | 1991. május 1.       | Salerno, Arechi Stadion                | Olaszország      | 3 – 1        | Magyarország            | Eb-selejtező  | -            |              |
| 38.          | 1991. szeptember 11. | Győr, Rába ETO Stadion                 | Magyarország     | 1 – 2        | Írország                | barátságos    | 1            | 60'          |
| 39.          | 1991. szeptember 25. | Moszkva, Luzsnyiki Stadion             | Szovjetunió      | 2 – 2        | Magyarország            | Eb-selejtező  | -            |              |
| 40.          | 1991. október 9.     | Székesfehérvár, Sóstói Stadion         | Magyarország     | 0 – 2        | Belgium                 | barátságos    | -            |              |
| 41.          | 1991. október 30.    | Szombathely, Rohonci úti stadion       | Magyarország     | 0 – 0        | Norvégia                | Eb-selejtező  | -            |              |
| 42.          | 1992. március 25.    | Budapest, Népstadion                   | Magyarország     | 2 – 1        | Ausztria                | barátságos    | 1            | 70' 89'      |
| 43.          | 1992. június 3.      | Budapest, Népstadion                   | Magyarország     | 1 – 2        | Izland                  | vb-selejtező  | 1            | 2'           |
| 44.          | 1992. augusztus 26.  | Nyíregyháza, Városi Stadion            | Magyarország     | 2 – 1        | Ukrajna                 | barátságos    | 1            | 81'          |
| 45.          | 1992. szeptember 9.  | Luxembourg, Municipal Stadion          | Luxemburg        | 0 – 3        | Magyarország            | vb-selejtező  | 2            | 52' 78'      |
| 46.          | 1992. október 11.    | Doha                                   | Katar            | 1 – 4        | Magyarország            | barátságos    | 1            | 43' 73'      |
| 47.          | 1992. október 13.    | Doha                                   | Katar            | 1 – 1        | Magyarország            | barátságos    | 1            | 52'          |
| 48.          | 1992. november 11.   | Szaloniki, PAOK Stadion                | Görögország      | 0 – 0        | Magyarország            | vb-selejtező  | -            |              |
| 49.          | 1993. március 7.     | Fukuoka, Hakatanomori Stadion          | Japán            | 0 – 1        | Magyarország            | Kirin-kupa    | -            |              |
| 50.          | 1993. március 10.    | Nagoja, Mizuho Stadion (JPN)           | Egyesült Államok | 0 – 0        | Magyarország            | Kirin-kupa    | -            |              |
| 51.          | 1993. március 31.    | Budapest, Népstadion                   | Magyarország     | 0 – 1        | Görögország             | vb-selejtező  | -            |              |
| 52.          | 1993. április 28.    | Moszkva, Luzsnyiki Stadion             | Oroszország      | 3 – 0        | Magyarország            | vb-selejtező  | -            |              |
| 53.          | 1994. szeptember 7.  | Budapest, Népstadion                   | Magyarország     | 2 – 2        | Törökország             | Eb-selejtező  | -            |              |
| 54.          | 1994. november 16.   | Stockholm, Råsunda Stadion             | Svédország       | 2 – 0        | Magyarország            | Eb-selejtező  | -            | 76'          |
| 55.          | 1994. december 14.   | Mexikóváros, Azték-stadion             | Mexikó           | 5 – 1        | Magyarország            | barátságos    | -            | 46'          |
| 56.          | 1995. augusztus 16.  | Siófok                                 | Magyarország     | 0 – 2        | Izrael                  | barátságos    | -            | 46'          |
|              | Összesen             |                                        |                  | 56           | mérkőzés                |               | 19           | gól          |